# Jocelito Canto
Jocelito Canto (Passo Fundo, 8 de janeiro de 1965) é um radialista, apresentador de televisão e político brasileiro.

## Vida pessoal e profissional
Iniciou sua vida profissional no rádio, ainda no Rio Grande do Sul. Passou por emissoras de Santa Catarina e ainda no Sudoeste do Paraná. Mudou-se para Ponta Grossa, onde fixou residência em 1992.
Canto apresentou o programa O Repórter pela Rádio Difusora tradicionalmente conhecido pela "Garagem da Esperança". O último programa foi o ar 4 de maio de 2020, sendo que estava no ar desde 1992, passando a transmitir apenas pela internet desde 5 de maio. Atuou também na Rede Massa, afiliada do SBT no Paraná, apresentando o programa Tribuna da Massa para Ponta Grossa, mas também outras cidades dos Campos Gerais e do sul e sudoeste do estado.

## Carreira política
Em 1994 foi eleito deputado estadual pelo Partido Social Cristão (PSC). Em 1996 foi eleito prefeito em Ponta Grossa pelo Partido da Social Democracia Brasileira (PSDB). Foi durante a sua gestão que foi revitalizado a antiga Chácara Dantas e criou o Parque Municipal Margharita Masini. Em 2000, concorreu à reeleição não sendo reeleito, perdendo a eleição para Péricles de Mello.
Em 2002 foi eleito novamente deputado estadual, pelo Partido Republicano Progressista (PRP). Em 2006, foi reeleito para a Assembléia Legislativa, desta vez pelo Partido Trabalhista Brasileiro (PTB).
No ano de 2007, Jocelito foi a primeira pessoa a ter o mandato cassado pós ditadura. O motivo da condenação se deve a acusação do Ministério Público Federal no que toca ao uso incorreto do erário e violação flagrante dos princípios e lei que regem os atos da administração pública na reforma do Teatro Municipal, atual Teatro PAX, e da Estação Saudade.